# Čestmír Klos
Čestmír Klos (25. července 1943, Velichovky) je český novinář se zaměřením na ekologii.

## Život
Absolvoval Leteckou fakultu Vojenské akademie v Brně a poté byl programátorem sálového počítače ICT 1905. V letech 1968 až 1983 působil jako redaktor časopisu Melodie, podílel se na televizním pořadu Písničky pod rentgenem a na pořádání hudebních Cen Melodie. V roce 1983 byl s celou redakcí z Melodie vykázán a začal pracoval v časopise Krkonoše. V 80. letech 20. století se podílel na zastavení megalomanského projektu stavby lanovky na vrchol Sněžky. Od roku 1990 přispíval do obnovených Lidových novin a v roce 1994 přešel do nově vzniklého časopisu Týden, ze kterého v roce 2001 přešel do redakce magazínu Euro, od roku 2010 působí v internetovém zpravodajském webu Česká pozice.
V roce 1994 začal pro českou redakci Svobodné Evropy připravovat týdenní rozhlasový pořad Zeměžluč, který později převzal Český rozhlas 6. Od března 2013 nahradil Zeměžluč na navazující stanici Český rozhlas Plus pořad Ekofórum, od listopadu 2015 jej nahradil pořad Natura.
Klos je členem správní rady Nadace Partnerství a stal se jedním z prvních členů komise pro udělení ceny Ropák roku.
V roce 2009 se stal prvním laureátem Ceny Ivana Dejmala, kterou uděluje Společnost pro krajinu pod záštitou prvního prezidenta České republiky Václava Havla. Laudatio přednesla vdova po Ivanu Dejmalovi, Kateřina Dejmalová.
Je údajně nejdéle píšícím tuzemským ekologickým novinářem.